# Simeó Estilita el Vell
Simeó Estilita (grec antic: Συμεών o Συμεάνης o Συμεώνης ὁ Στυλίτης, llatí: Symeon o Simeon Stylites), també conegut com a Simeó Estilita el Vell (per a diferenciar-lo de Simeó Estilita el Jove) va ser un asceta del segle v conegut com el sant del Pilar perquè va passar part de la seva vida dalt d'un pilar. Va ser el primer d'un bon nombre d'ascetes que vivien en pilars coneguts per estilites.

## Biografia
Va néixer a Sisan, entre Síria i Cilícia, cap a l'any 388 i va portar una vida ascètica per molts anys en monestirs i llocs solitaris fins que va decidir situar-se en un pilar o pedestal l'any 423. El primer pilar sobre el qual es va establir sobrepassava de poc els 3 metres d'alçada, després va passar a un de 6 metres i després de 10 metres; quan Teodoret de Cir va escriure sobre la seva vida, estava en un pilar de poc més de 16 metres i la circumferència del pilar era d'un metre. Teodoret deia que es va posar dalt d'una columna per fugir dels honors que li feien els homes. Aquesta situació agradava a alguns mentre que d'altres ho criticaven, però el seu exemple va portar a la conversió de molts pagans armenis, ibers i perses. Va estar-se dalt del pilar durant 37 anys i va atreure la reverència del creients i de no creients.
Va morir potser el 460 i el seu cos va ser traslladat a Antioquia on es veneraven les seves relíquies. L'emperador Lleó I el Traci va proposar conduir les seves restes fins a Constantinoble, però els ciutadans d'Antioquia s'hi van oposar fermament. El lloc on era la columna es deia Mandra (i per això de vegades se l'anomena Mandrita) i es va construir allí un monestir o església, que al pati central conservava la columna. Aquest lloc, segons Evagri d'Epifania, es trobava a uns 300 estadis d'Antioquia. L'Església llatina el considera sant, i celebra la seva memòria el 5 de gener. l'Església grega també el considera sant i el commemora l'1 de setembre.
Va escriure diverses obres: 
- Epistola ad Theodosium Imperatorem, que parla de la restitució de les sinagogues als jueus.
- Ad Eudocicam Imperatricem Epistola. Nicèfor Cal·list Xantopul en va conservar un fragment. L'obra tractava del retorn a l'església d'Eudòxia Augusta, esposa de l'emperador Teodosi II el Jove.
- Πρὸς Λἑοντα τὸν αὐτοκράτορα ἐπιστολή, Ad Leonem Imperatorem Epistola, sobre l'elecció de Timoteu II com a patriarca d'Alexandria.
- Πρὸς Βασίλειον ἐπισκοποῦντα τοῦ Ἀντιόχου ἐπιστολή, Ad Basilium Antiochiae Episcopum Epistola. També sobre l'elecció de Timoteu II.
- Confessio fidei. Lleó Al·laci menciona una obra d'ell amb aquest títol.[1]

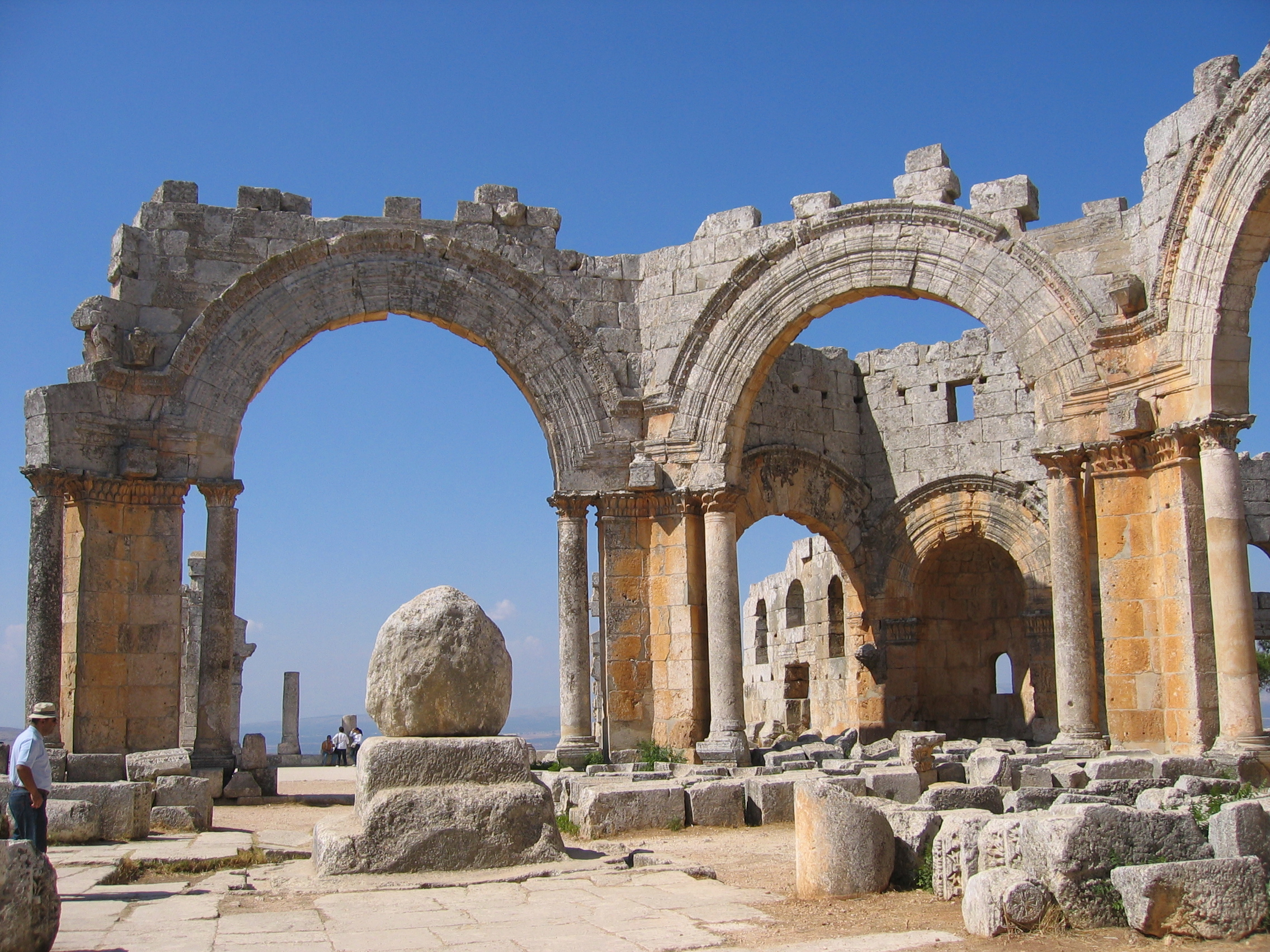
Restes del pilar de Simeó, a Qal at Siman
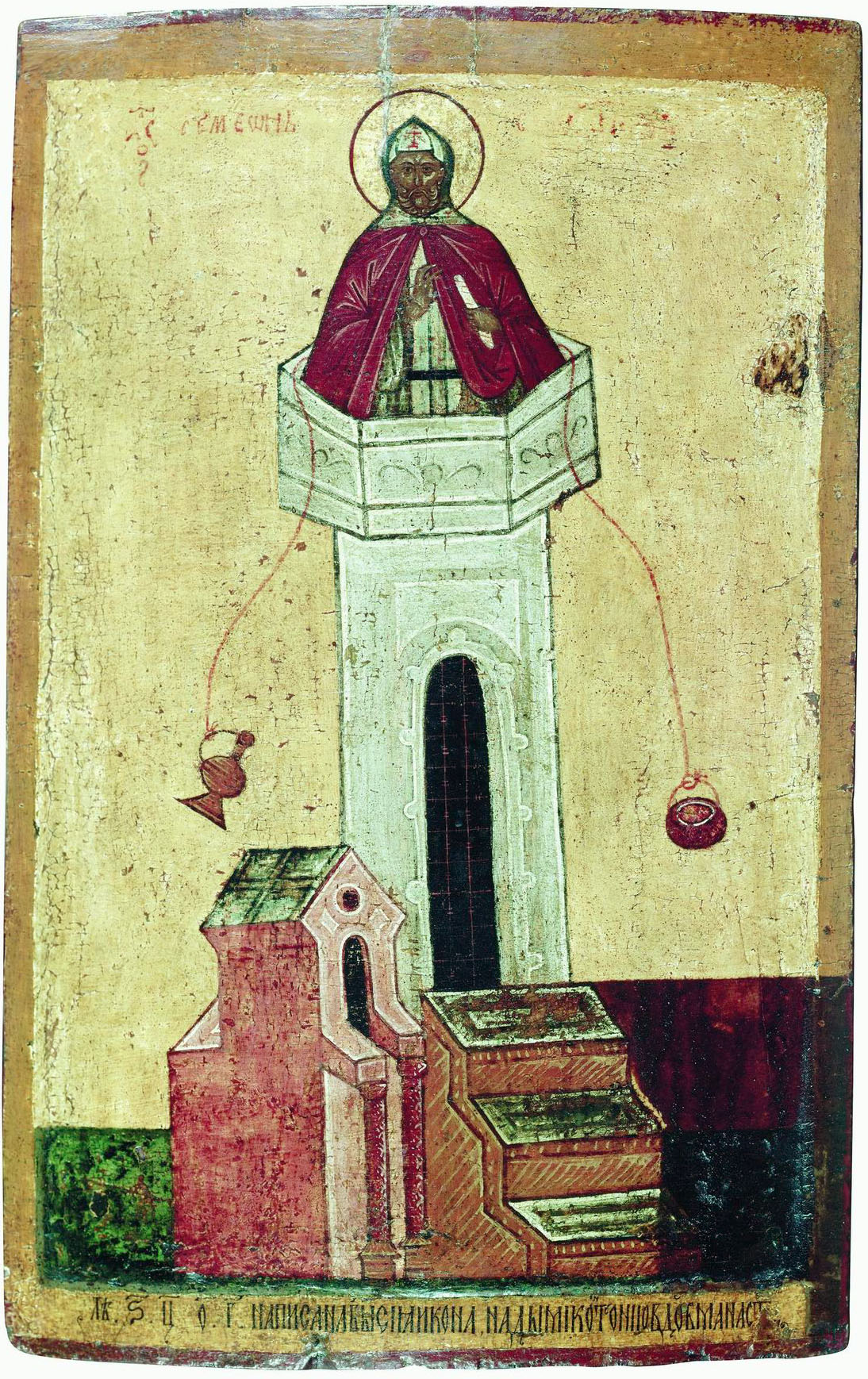
Icona del sant
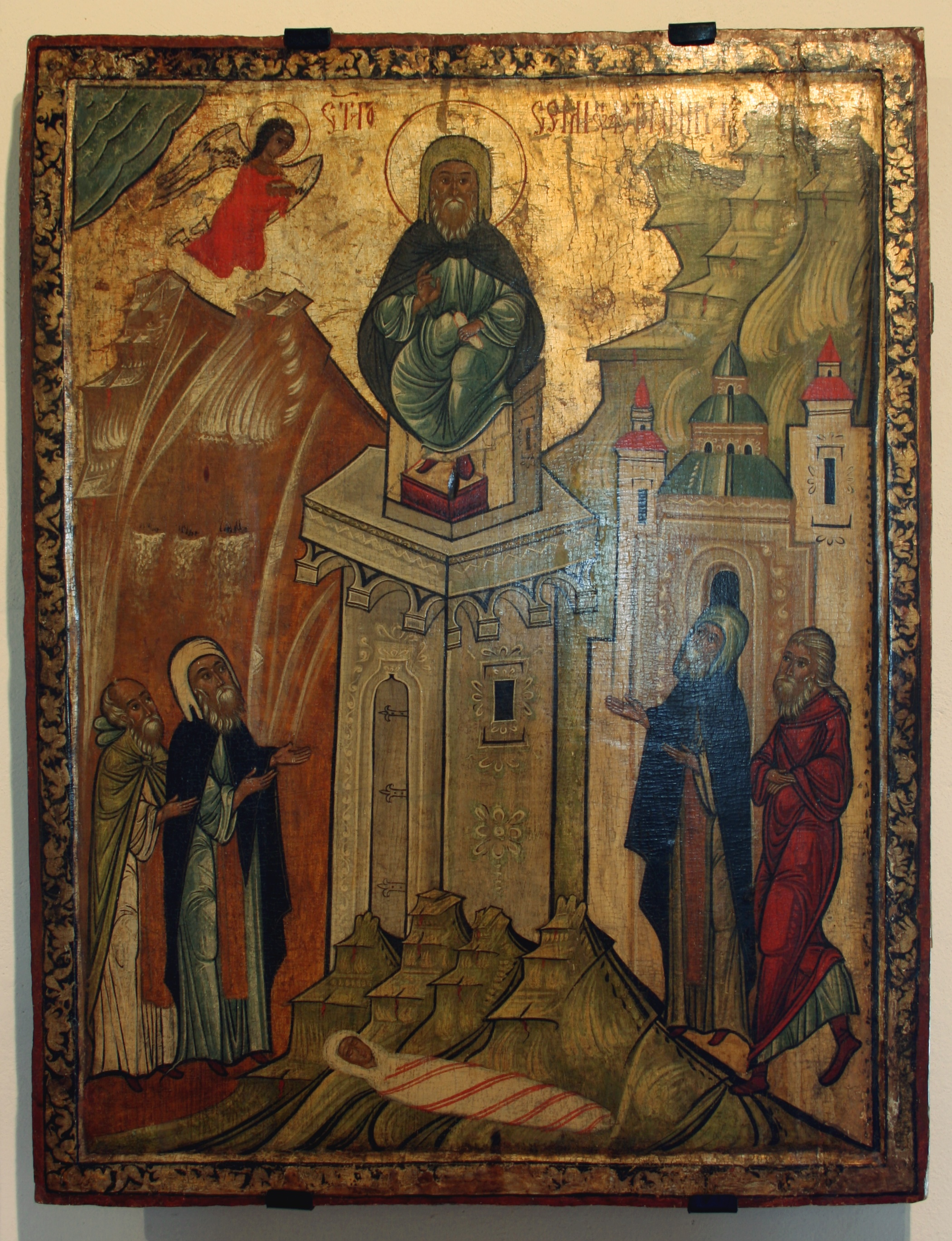
Icona del segle XVI (Sanok, Museu d'art)